# Mispilodes albovittata
Mispilodes albovittata är en skalbaggsart som beskrevs av Stefan von Breuning 1966. Mispilodes albovittata ingår i släktet Mispilodes och familjen långhorningar.
Artens utbredningsområde är Filippinerna. Inga underarter finns listade i Catalogue of Life.